# Roma Creative Contest - Short Film Festival
Il Roma Creative Contest - Short Film Festival è un festival di cortometraggi che si tiene a Roma.

## Storia
Il festival, nato nel 2011, premia i migliori giovani cineasti italiani e internazionali, consegnando ogni anno premi in denaro e incentivi di produzione per un valore di 50.000 euro. Giuseppe Tornatore ha assunto la carica di presidente onorario nel 2014. Dopo la presidenza di giuria di Nicola Giuliano nel 2015, il regista e produttore Gabriele Mainetti è stato presidente di giuria per l’edizione 2016.
Il festival ha lanciato decine di registi emergenti italiani e attraverso i premi del contest sono stati prodotti vari cortometraggi tra cui Thriller di Giuseppe Marco Albano, vincitore nel 2015 del David di Donatello per il miglior cortometraggio.
Negli anni, il festival ha promosso attività formative - workshop, conferenze e incontri - in collaborazione con partner come Sky Arte, Canon, Rai Cinema e professionisti del settore.
Il Roma Creative Contest è organizzato da Image Hunters e si svolge nel mese di settembre nelle location del Teatro Vittoria e del MAXXI - Museo nazionale delle arti del XXI secolo.